# Cláudio Pinho
Francisco Cláudio Pinto Pinho (Fortaleza, 10 de dezembro de 1967) é um tabelião e político brasileiro, filiado ao Partido Democrático Trabalhista (PDT). É deputado estadual do Ceará.